# Joaquim da Costa Ribeiro
Joaquim da Costa Ribeiro (Rio de Janeiro, 8 de julho de 1906 — 29 de julho de 1960) foi um físico, pesquisador e professor universitário brasileiro.
Membro titular da Academia Brasileira de Ciências e um dos mais importantes físicos do Brasil, foi o descobridor do efeito termodielétrico, também conhecido como efeito Costa Ribeiro. Foi o primeiro diretor científico do CNPq.
É pai da antropóloga Yvonne Maggie e avô da cineasta Ana Costa Ribeiro, que dirigiu o filme "Termodielétrico", baseado nas suas memórias.

## Biografia
Costa Ribeiro nasceu em 1906, no antigo Distrito Federal, então capital brasileira, localizada àquela época no estado do Rio de Janeiro. Nasceu na casa da família, situada à Rua Barão de Itapejipe, número 82 A. Era filho do juiz Antonio Marques da Costa Ribeiro e Maria Constança Albuquerque da Costa Ribeiro, tendo herdado o nome de seu avô paterno, o desembargador Joaquim da Costa Ribeiro. Cursou o ensino básico num colégio jesuíta, o Externato e Semi-Internato Santo Inácio, concluindo os seus estudos fundamentais em 1923, ingressando no ano seguinte na Escola Nacional de Engenharia da Universidade do Brasil.
Em 1933, tornou-se livre docente. Em 1940, iniciou pesquisas em busca de um novo método para medir a radioatividade. Logo depois passou a estudar a produção de eletretos (sólidos permanentemente eletrizados) empregando diversos materiais dielétricos (isolantes).
Durante as pesquisas com eletretos, Costa Ribeiro observou que, para o eletreto se formar, a corrente elétrica era desnecessária: bastava a natural solidificação do material isolante, após ser derretido por aquecimento. Isto é, a mudança no estado físico dos dielétricos era, por si só, capaz de eletrificar esses materiais, desde que uma das fases envolvidas na transição fosse a sólida.
O fenômeno, batizado de "efeito termodielétrico" pelo cientista e descrito por ele num artigo de 1944 nos Anais da Academia Brasileira de Ciências, teve grande repercussão, conferindo fama a Costa Ribeiro no Brasil e no exterior. Dois anos depois ele se tornou professor catedrático de física geral e experimental da Faculdade Nacional de Filosofia.

### Polêmica
Seis anos depois da descrição do fenômeno por Costa Ribeiro, a prioridade brasileira na descoberta enfrentou um intenso debate. Em maio de 1950, dois norte-americanos, Everly J. Workman e Steve E. Reynolds, publicaram um artigo na revista Physical Review descrevendo o mesmo fenômeno, observado por eles na transição de fase entre a água e o gelo. Apesar dos artigos e conferências de Costa Ribeiro e dos protestos de cientistas brasileiros, ainda hoje a eletrificação de materiais isolantes na mudança de fase aparece em diversos artigos científicos com o nome de "efeito Workman-Reynolds".

## Morte
Costa Ribeiro morreu em 29 de julho de 1960, aos 54 anos, na Casa de Saúde Santa Lúcia, deixando nove filhos.

## Prêmios e honrarias
Em 1953 recebeu o Prêmio Einstein da Academia Brasileira de Ciências, que o elegeu membro. Foi o primeiro delegado do Brasil junto ao Comitê Consultivo das Nações Unidas para as aplicações pacíficas da energia nuclear.
Foi também um dos fundadores do Conselho Nacional de Desenvolvimento Científico e Tecnológico, do qual foi seu primeiro diretor científico. Em virtude de ter sido um dos pioneiros da física da matéria condensada e da física de materiais no Brasil, a Sociedade Brasileira de Física instituiu o Prêmio Joaquim da Costa Ribeiro, que é outorgado a "pesquisadores com reconhecida contribuição ao longo de sua carreira para a Física da Matéria Condensada e de Materiais no Brasil."